# Kadaparai
Kadaparai es una ciudad censal situada en el distrito de Karur en el estado de Tamil Nadu (India). Su población es de 9574 habitantes (2011). Se encuentra a 5 km de Karur y a 79 km de Tiruchirappalli. 

## Demografía
Según el censo de 2011 la población de Kadaparai era de 9574 habitantes, de los cuales 4783 eran hombres y 4791 eran mujeres. Kadaparai tiene una tasa media de alfabetización del 76,80%, inferior a la media estatal del 80,09%: la alfabetización masculina es del 84,39%, y la alfabetización femenina del 69,30%.